# داویده رامپونی
داویده رامپونی (انگلیسی: Davide Ramponi؛ زادهٔ ۱۰ ژانویهٔ ۱۹۹۷) بازیکن فوتبال است.
از باشگاه‌هایی که در آن بازی کرده‌است می‌توان به باشگاه فوتبال نووارا اشاره کرد.